# Феликс Магат
Волфганг Феликс Магат (26. јул 1953, Ашафенбург) је бивши немачки фудбалер, а тренутно фудбалски тренер. Током играчке каријере играо је на позицији везног играча.

## Играчка каријера
Магат је рођен у Ашафенбургу, као син порториканског војника у војсци САД који је био у Ашафенбургу, и мајке Немице. Магат је играчку каријеру почео у Викторији Ашафенбург, а потом је од 1974. до 1976. играо за Сарбрикен који је тада био у другој лиги, а након тога прешао у Хамбургер који је био Бундеслигаш. У Хамбургеру је играо 10 сезона, одиграо 306 утакмица у Бундеслиги и постигао 46 голова. Био је део златне ере Хамбургера, са којим је освојио 3 Бундеслиге, један Куп шампиона и један Куп победника купова. У финалу Купа шампиона 1983. Хамбургер је играо против Јувентуса и победио 1:0, а гол за Хамбургер је постигао Магат.
Са репрезентацијом Немачке Магат је освојио Европско првенство 1980, а на Светским првенствима 1982. и 1986. био је део екипе која је освојила друго место. За репрезентацију је укупно одиграо 43 утакмице и постигао 3 гола.

## Тренерска каријера
Тренерску каријеру Магат је почео 1995. године у свом бившем клубу Хамбургеру, где је претходно био помоћник, и тамо се задржао 2 сезоне. Након Хамбургера био је тренер Нирнберга са којим је дошао до прве Бундеслиге. Након Вердера и Франкфурта Магат је 2001. године постао тренер Штутгарта. Сезоне 2000/01. Штутгарт је једва избегао испадање из Бундеслиге, а у сезони 2001/02, која је била прва Магатова сезона, Штутгарт је завршио на средини табеле. Следеће сезоне Магат је са Штутгартом био други у Бундеслиги и тако се пласирао у Лигу шампиона, а сезону 2003/04. је завршио на 4. месту.
Након Штутгарта Магат је постао тренер чувеног минхенског Бајерна. Са Бајерном је освојио 2 дупле круне у сезонама 2004/05. и 2005/06, али је због слабог старта сезоне 2006/07. добио отказ.
У јуну 2007. Магат је потписао уговор са Волфбургом. У првој сезони са Волфсбургом је завршио на 5. месту у лиги и изборио Куп УЕФА, а следеће сезоне 2008/09. са Волсфбургом је освојио историјску титулу првака Немачке, што је била прва титула у историји клуба. Следеће сезоне Магат је тренирао Шалке са којим је у првој сезони био вицешампион Немачке, а у другој је у марту 2011. добио отказ након слабијих резултата екипе. Одмах након што је добио отказ у Шалкеу вратио се у Волфсбург, који је био у зони испадања. На крају сезоне Магат је са Волфсбургом изборио опстанак у лиги, а следеће сезоне Волфсбург је завршио на 8. месту и онда је Магат напустио клуб.
Дана 14. фебруара 2014. Феликс Магат је постао тренер Фулама, што је био његов први тренерски ангажман ван Немачке. Фулам се у том периоду борио за опстанак у Премијер лиги и био је последњи на табели, а Магат је веровао да Фулам може опстати у лиги. То се ипак није десило и Фулам је завршио на претпоследњем месту на табели, а Магат је остао да води Фулам следеће сезоне у Чемпионшипу. Међутим већ након 7 кола Фулам је освојио само 1 бод и Магат је добио отказ. Јуна 2016. постао је тренер кинеског Шандонг Луненг Таишана. Сезону 2016. у кинеској Суперлиги је завршио на 14, а сезону 2017. на 6. месту, након чега је напустио клуб.

## Трофеји

### Као играч
Хамбургер
- Бундеслига: 1978/79, 1981/82, 1982/83
- Куп шампиона: 1982/83
- Куп победника купова: 1976/77

Западна Немачка
- Европско првенство: 1980

### Као тренер
Штутгарт
- Интертото куп: 2002

Бајерн Минхен
- Бундеслига: 2004/05, 2005/06
- Куп Немачке: 2004/05, 2005/06
- Лига куп Немачке: 2004

Волфсбург
- Бундеслига: 2008/09